# Dušan Džamonja

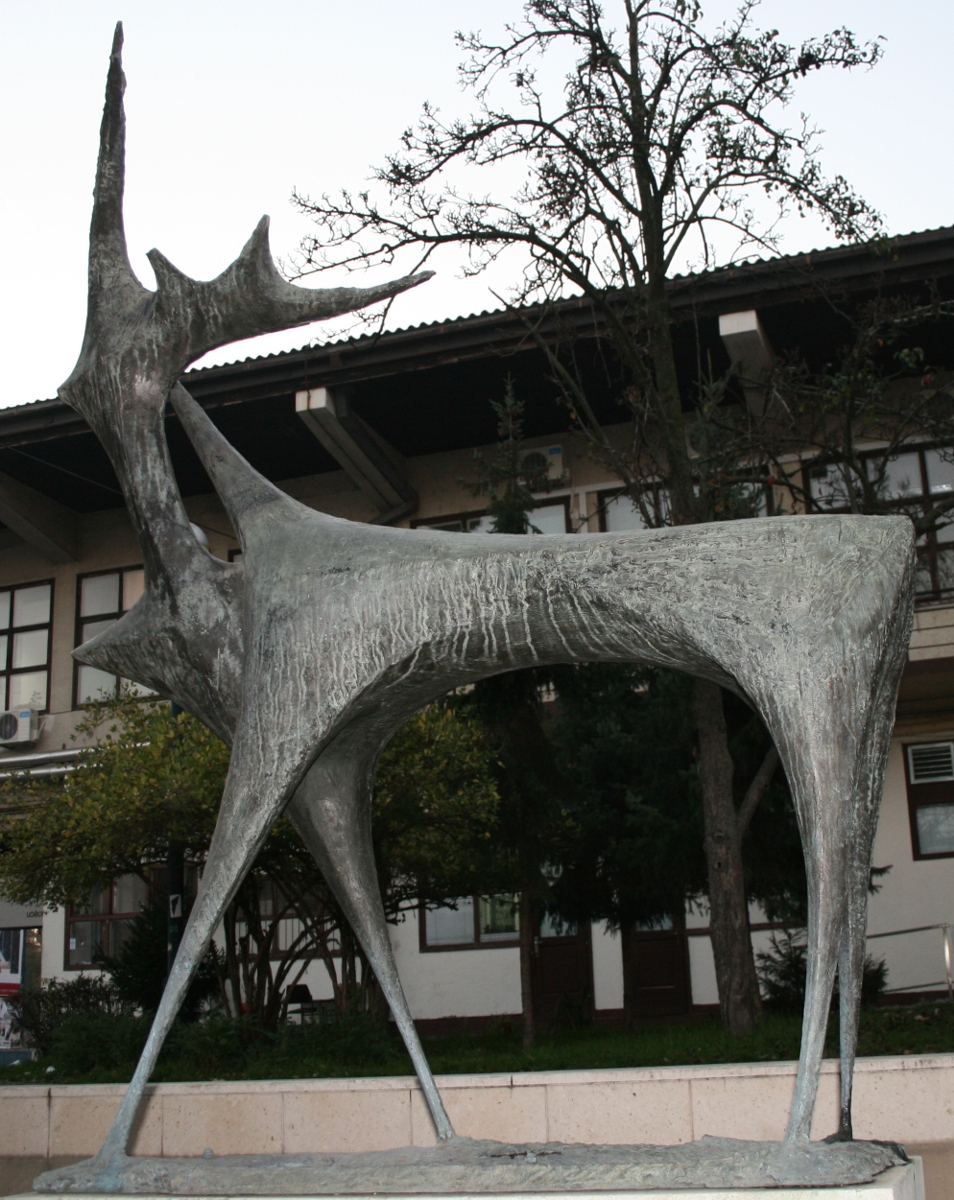
Skulptur von Dušan Džamonja in Zagreb

Dušan Džamonja (* 31. Januar 1928 in Strumica, Königreich Jugoslawien; † 14. Januar 2009 in Zagreb) war ein jugoslawischer bzw. kroatischer Bildhauer.

## Leben
Dušan Džamonja studierte an der Kunstakademie in Zagreb. Im Jahr 1951 erhielt er sein Diplom bei Vanja Radauš (1906–1973), danach schrieb er sich als Meisterschüler in die Meisterwerkstatt von Professor Frano Kršinić ein. 1952 bis 1953 unternahm Džamonja Studienreisen nach Paris und Italien. Seit 1953 arbeitete er in seinem eigenen Atelier. Im Jahr 1954 erfolgte seine erste Einzelausstellung. 1970 errichtete er sein Haus und sein Studio mit Atelier und erschuf seinen Skulpturenpark in Vrsar.
Er wurde 1960 zur Biennale von Venedig und im Jahr 1964 zur documenta III nach Kassel in die Abteilung Skulptur eingeladen.

1965 bis 1967 wurde nach seinen Entwürfen das Denkmal für die Revolution der Einwohner von Moslavina in Podgarić geschaffen und 1971 bis 1972 das Denkmal für die Revolution in Kozara.

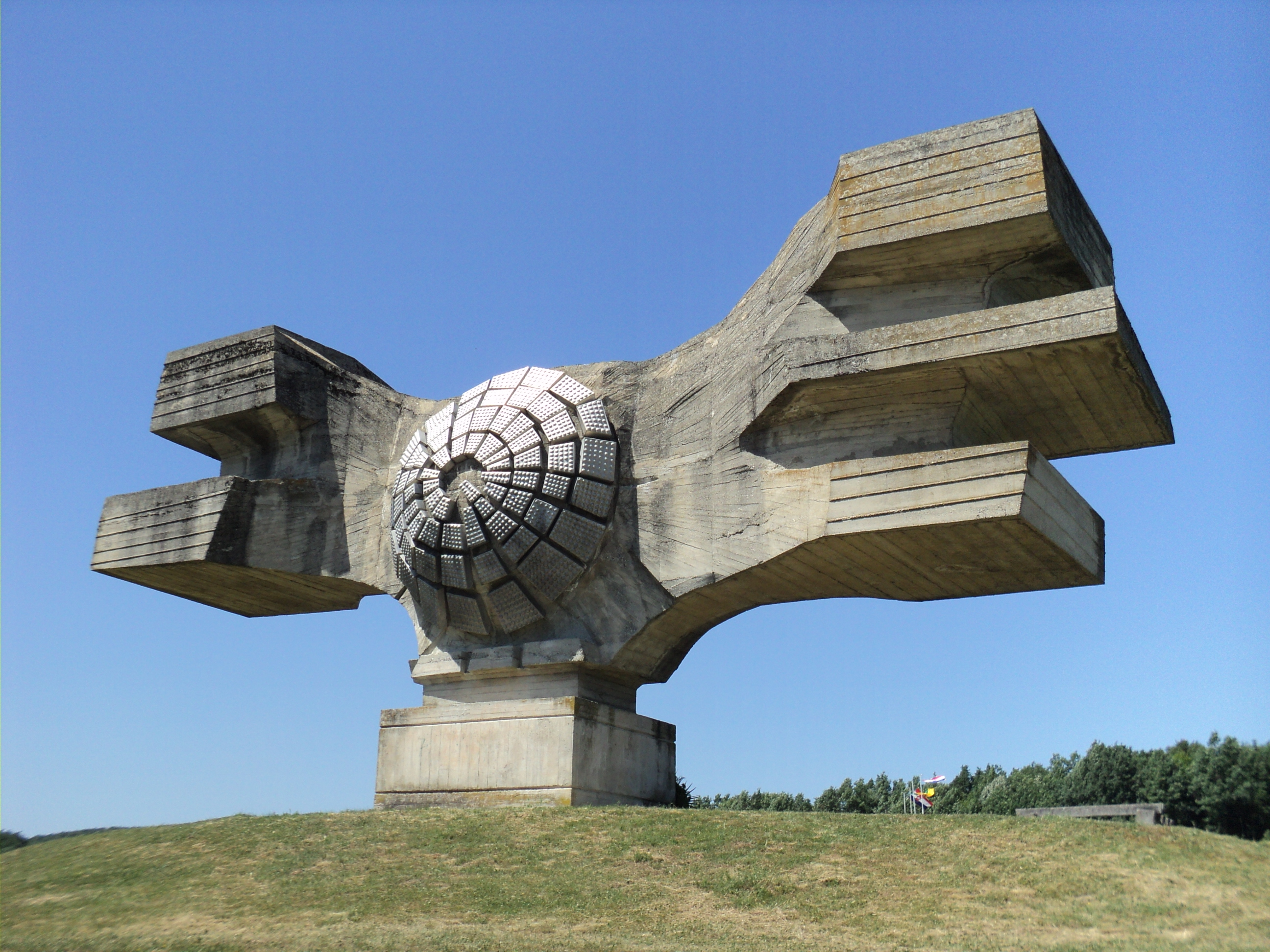
Denkmal für die Revolution, Podgarić